# Klippedue
Klippeduen (Columba livia) er en duefugl af egentlige duer.
Klippeduen findes forvildet i byer, hvorfor den tit kaldes bydue. Den lever vildt i bjergegne fx på Gibraltarklippen. Udseendet varierer meget, men billedet til højre viser et eksemplar der ligner vildformen.
I Danmark yngler den i huller i bygninger, under tage osv.